# Anadenobolus gracilipes
Anadenobolus gracilipes är en mångfotingart som först beskrevs av Karsch 1881.  Anadenobolus gracilipes ingår i släktet Anadenobolus och familjen Rhinocricidae. Inga underarter finns listade i Catalogue of Life.